# Tehnostrade
Tehnostrade este o companie de construcții din România, deținută de omul de afaceri Dorinel Umbrărescu.
Număr de angajați:
- 2013: 1.140 [1]
- 2009: 452 [2]

Cifra de afaceri:
- 2011: 135 milioane euro [3]
- 2010: 99 milioane euro [4][5]
- 2009: 152,5 milioane euro [2]